# Idioma sardo
El sardo o lengua sarda (sardu [ˈsaɾdu] o limba sarda [ˈlimba ˈzaɾda] / lingua sarda [ˈliŋɡwa ˈzaɾda] en sardo) es una lengua romance hablada por los sardos en la isla mediterránea y región autónoma italiana de Cerdeña.
Desde 1997, el idioma sardo está reconocido por leyes regionales y estatales. Desde 1999, el sardo ha sido reconocido como una de las doce "minorías lingüísticas históricas" de Italia por la Ley 482/1999, entre las cuales el sardo destaca como la numéricamente más grande, aunque en constante disminución.
Aunque la comunidad de locutores puede definirse como dotada de una "alta conciencia lingüística", el sardo está actualmente clasificado por la UNESCO en sus principales dialectos como lengua en grave peligro de extinción (definitely endangered), estando seriamente amenazada por el proceso de sustitución lingüística por el italiano, cuyo ritmo de asimilación, engendrado a partir del siglo XVIII, entre la población sarda es ya bastante avanzado. El estado más bien frágil y precario en el que se encuentra ahora la lengua, queda ilustrado por el informe Euromosaic, en el que, como señala Roberto Bolognesi, "el sardo (segunda lengua minoritaria en Europa por número de hablantes) ocupa el 43.º lugar en la clasificación de las 50 lenguas consideradas y de las que se han analizado: (a) uso en la familia, (b) reproducción cultural, (c) uso en la comunidad, (d) prestigio, (e) uso en las instituciones, (f) uso en la educación".
Martin Harris afirma que, si la tendencia de substitución a través del italiano no puede invertirse, el sardo podría terminar dejando sus huellas en el idioma que ahora prevalece en Cerdeña, el italiano en su variante específicamente regional, en forma de sustrato.

## Clasificación lingüística
Ahora surge la pregunta de si el sardo debe considerarse un dialecto o una lengua. El sardo, políticamente hablando, es claramente uno de los muchos dialectos de Italia, al igual que el serbocroata y el albanés hablado en varios pueblos de Calabria y Sicilia. Sin embargo, desde un punto de vista lingüístico, esa es una pregunta diferente. Se puede decir que el sardo no tiene relación con ningún dialecto de la Italia continental; es un idioma romance arcaico con sus propias características distintivas, que muestra un vocabulario muy original además de morfología y sintaxis muy diferentes de los dialectos italianos.
Max Leopold Wagner, La lingua sarda - Ilisso, pp.90-91

El sardo es una lengua insular por excelencia: es al mismo tiempo la más arcaica y la más distinta del grupo de las lenguas romances.
Rebecca Posner, John N. Green (1982). Language and Philology in Romance. Mouton Publishers. La Haya, París, Nueva York. p. 171

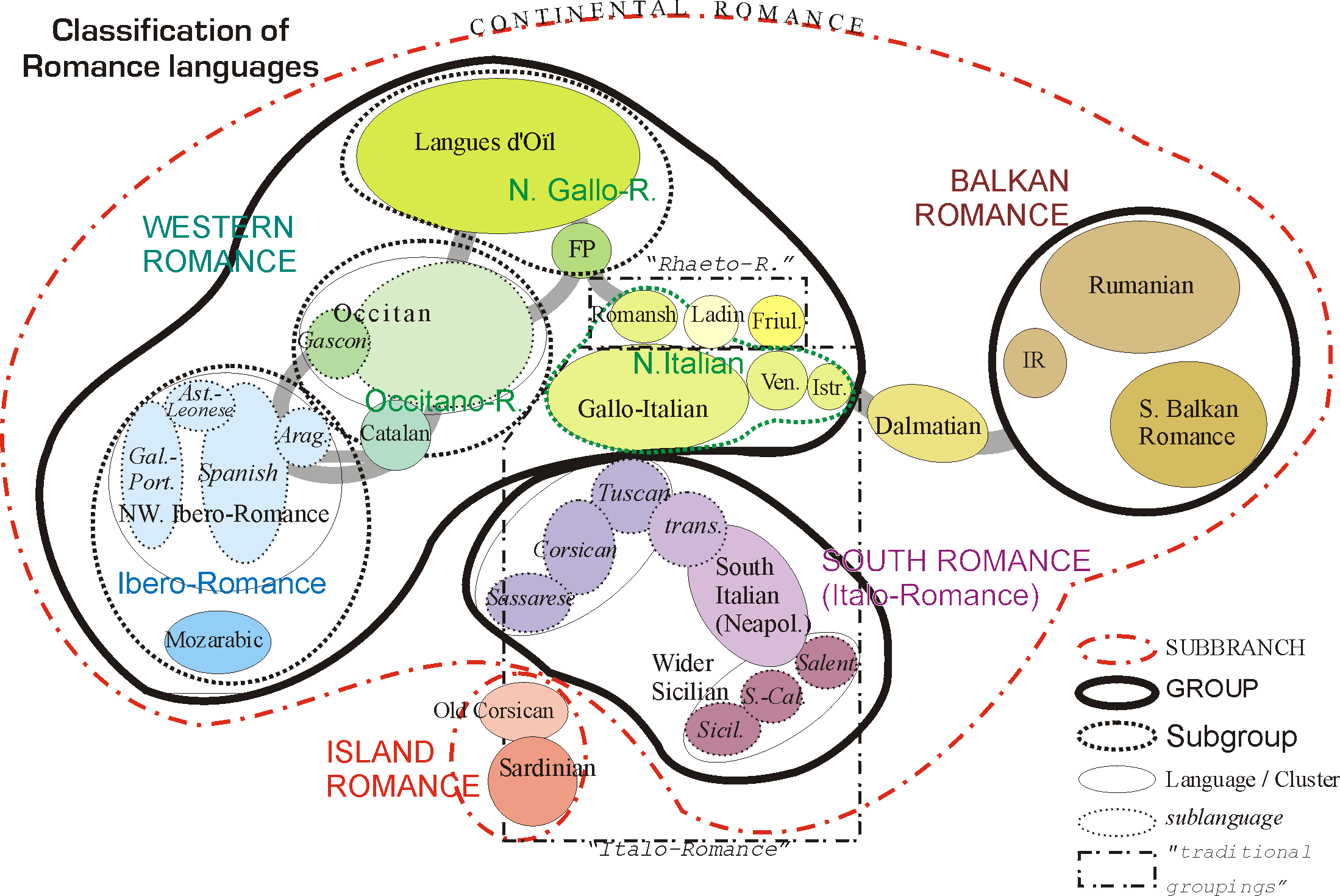
Clasificación de las lenguas romances (Koryakov Y., 2001). La lengua sarda se adscribe al grupo distinto de Románico Insular (Island Romance), junto al corso antiguo.

El sardo, integrado por un conjunto de variantes internas, está clasificado como una lengua romance insular: la rama insular puede también clasificarse como un grupo de las lenguas romances occidentales, ya que el sardo comparte algunas características del romance occidental como los plurales en (-s) y la sonorización o pérdida de /p, t, k/ intervocálicas; sin embargo, varios autores consideran al sardo como una rama separada, ya que retiene características arcaicas que se perdieron en los otros idiomas romances. Es considerado la más conservadora de las lenguas derivadas del latín: por ejemplo, el historiador Manlio Brigaglia observa que la frase en latín pronunciada por un antiguo romano Pone mihi tres panes in bertula ("ponme tres panes en la alforja") corresponde a su traducción en sardo moderno "Pònemi tres panes in bertula". Además, el sustrato del sardo (paleosardo o nurago) también se ha conservado en algunos rasgos.
Un estudio de 1949 realizado por el lingüista italoamericano Mario Pei, que analizaba el grado en que siete lenguas romances se diferenciaban del latín vulgar con respecto a su vocalización acentuada, arrojó las siguientes mediciones de divergencia (los porcentajes más altos indican una mayor divergencia con respecto a las vocales acentuadas del latín vulgar): 8% sardo logudorés, 12% italiano, 20% español, 23,5% rumano, 25% occitano, 31% portugués y 44% francés.
El estudio enfatizó, sin embargo, que representaba sólo "una demostración muy elemental, incompleta y tentativa" de cómo los métodos estadísticos podrían medir el cambio lingüístico, asignó valores de puntos "francamente arbitrarios" a varios tipos de cambio y no comparó los idiomas en la muestra con respecto a ninguna característica o forma de divergencia aparte de las vocales acentuadas, entre otras advertencias.
En relación con los dialectos de la península italiana, el sardo resulta incomprensible para la mayor parte de los italianos, ya que es un grupo lingüístico propio entre las lenguas romances.

## Historia
El relativo aislamiento de Cerdeña con respecto a la Europa continental alentó el desarrollo de una lengua románica que preserva los rastros de su(s) idioma(s) indígena(s) prerromano(s). La lengua tiene influencias sustrales del idioma paleosardo, que algunos estudiosos han conectado al euskera y al etrusco. Las influencias de adstrato incluyen el catalán, el castellano, y el italiano. La situación de la lengua sarda con respecto a las políticamente dominantes no cambió hasta el fascismo y, más claramente, los años cincuenta del siglo XX.

### Origen del sardo moderno
Periodo prenurágico y nurágico

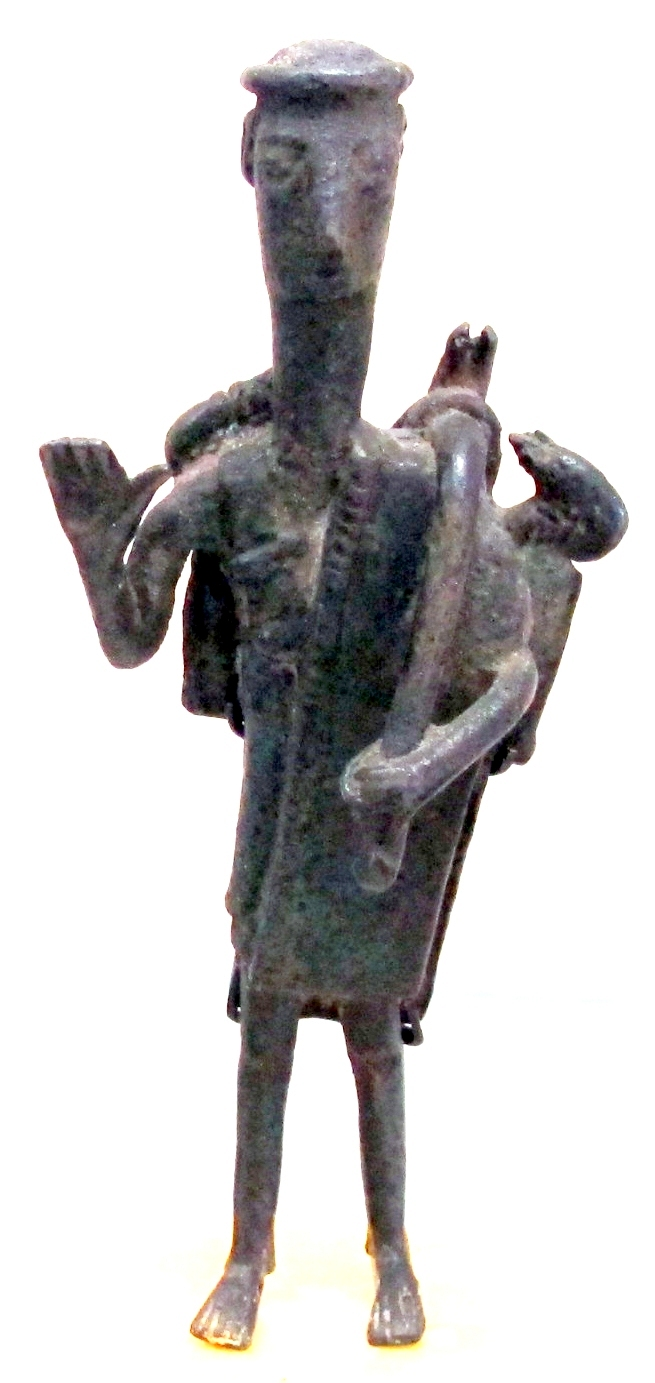
Cazador, estatuilla de bronce, periodo nurágico.

Los orígenes del sardo antiguo, conocido como paleosardo, son actualmente desconocidos. La investigación ha intentado descubrir raíces oscuras, indígenas, prerromanas; la raíz s(a)rd, presente en muchos nombres de lugares y que denota al pueblo de la isla, deriva aparentemente de Shirdana (uno de los Pueblos del Mar), aunque esta afirmación es muy debatida. Otras fuentes trazan esta raíz de Σαρδώ, una mujer legendaria del Reino de Lidia en Anatolia, o de la figura mitológica libia Sardus Pater Babai ("Padre Sardo").
En 1984, Massimo Pittau afirmó que encontró en la lengua etrusca la etimología de muchas palabras latinas después de compararla con la(s) lengua(s) nurágica(s). Los elementos etruscos, que antes se pensaba que se originaban en el latín, indicarían una conexión entre la antigua cultura sarda y los etruscos. Según Pittau, las lenguas etruscas y nurágicas descienden del lidio (y, por lo tanto, indoeuropeo) como consecuencia del contacto con los etruscos y otros tirrenios de Sardis, tal como describe Heródoto. Aunque Pittau sugiere que los tirrenii desembarcaron en Cerdeña y los etruscos en la Toscana moderna, sus opiniones no son compartidas por la mayoría de los etruscólogos.
Según Alberto Areddu, los Shirdana eran de origen ilirio, sobre la base de algunos elementos léxicos, reconocidos por unanimidad como pertenecientes al sustrato indígena. Areddu afirma que los sardos antiguos, especialmente los de las zonas interiores, supuestamente hablaban una rama particular de idiomas indoeuropeos. De hecho, hay algunas correspondencias, tanto formales como semánticas, con los pocos testimonios de lenguas ilirias (o tracias) y, sobre todo, con su continuador lingüístico, el albanés. Encuentra tales correlaciones: Sard. eni, enis, eniu "tejo" = Alb. enjë "tejo"; Sard. urtzula "clematis" = Alb. urth "hedera"; Sard. rethi "zarcillo" = Alb. rrypthi "zarcillo". También descubrió algunas correlaciones con el mundo de las aves de los Balcanes.
Según Bertoldi y Terracini, el paleosardo tiene similitudes con las lenguas ibéricas y sículas; por ejemplo, el sufijo -ara en los proparoxítonos indica el plural. Terracini propuso lo mismo para los sufijos en - / àna /, - / ànna /, - / énna /, - / ònna / + / r / + una vocal paragógica (como el topónimo Bunnànnaru). Rohlfs, Butler y Craddock agregan el sufijo - / ini / (como el topónimo Barùmini) como un elemento único de paleosardo. Los sufijos en / a, e, o, u / + -rr- encontraron una correspondencia en el norte de África (Terracini), en Iberia (Blasco Ferrer) y en el sur de Italia y en Gascuña (Rohlfs), con una relación más cercana con el vasco (Wagner y Hubschmid). Sin embargo, estos primeros vínculos con un precursor vasco han sido cuestionados por algunos lingüistas vascos. Según Terracini, los sufijos en - / ài /, - / éi /, - / òi /, y - / ùi / son comunes al paleosardo y a los idiomas del norte de África. Pittau enfatizó que esto concierne a los términos que originalmente terminan en una vocal acentuada, con una vocal paragógena adjunta; el sufijo resistió a la latinización en algunos nombres de lugares, que muestran un cuerpo latino y un sufijo de nurago. Según Bertoldi, algunos topónimos que terminan en - / ài / y - / asài / indican una influencia anatoliana. El sufijo - / aiko /, ampliamente utilizado en Iberia y posiblemente de origen celta, y el sufijo étnico en - / itanos / y - / etanos / (por ejemplo, los sulcitanos sardos) también se han señalado como elementos paleosardos (Terracini , Ribezzo, Wagner, Hubschmid y Faust).
Los lingüistas Blasco Ferrer (2009, 2010), Morvan (2009) y Arregi (2017) han intentado revivir una conexión teórica con el vasco al vincular palabras, como el ospile sardo "sombra, lugar fresco" y el ozpil vasco; el arrotzeri sardo "vagabundo" y el vasco arrotz "extranjero"; el sardo galostiu y el vasco gorostoi; el gallurés (corso-sardo) zerru "cerdo" y el zerri vasco. Los datos genéticos han encontrado que los vascos son próximos a los sardos.
Desde el período neolítico, también se atestigua un cierto grado de variación en las regiones de la isla. La cultura Arzachena, por ejemplo, sugiere una relación entre la región más al norte de Cerdeña (Gallura) y el sur de Córcega, que encuentra una confirmación adicional en la Naturalis historia de Plinio el Viejo. También hay algunas diferencias estilísticas entre el norte y el sur de Cerdeña, que pueden indicar la existencia de otros dos grupos tribales (Balaros e Ilienses) mencionados por el mismo autor romano. Según el arqueólogo Giovanni Ugas, estas tribus pueden haber influenciado la configuración lingüística en los dialectos de la isla.
Periodo clásico

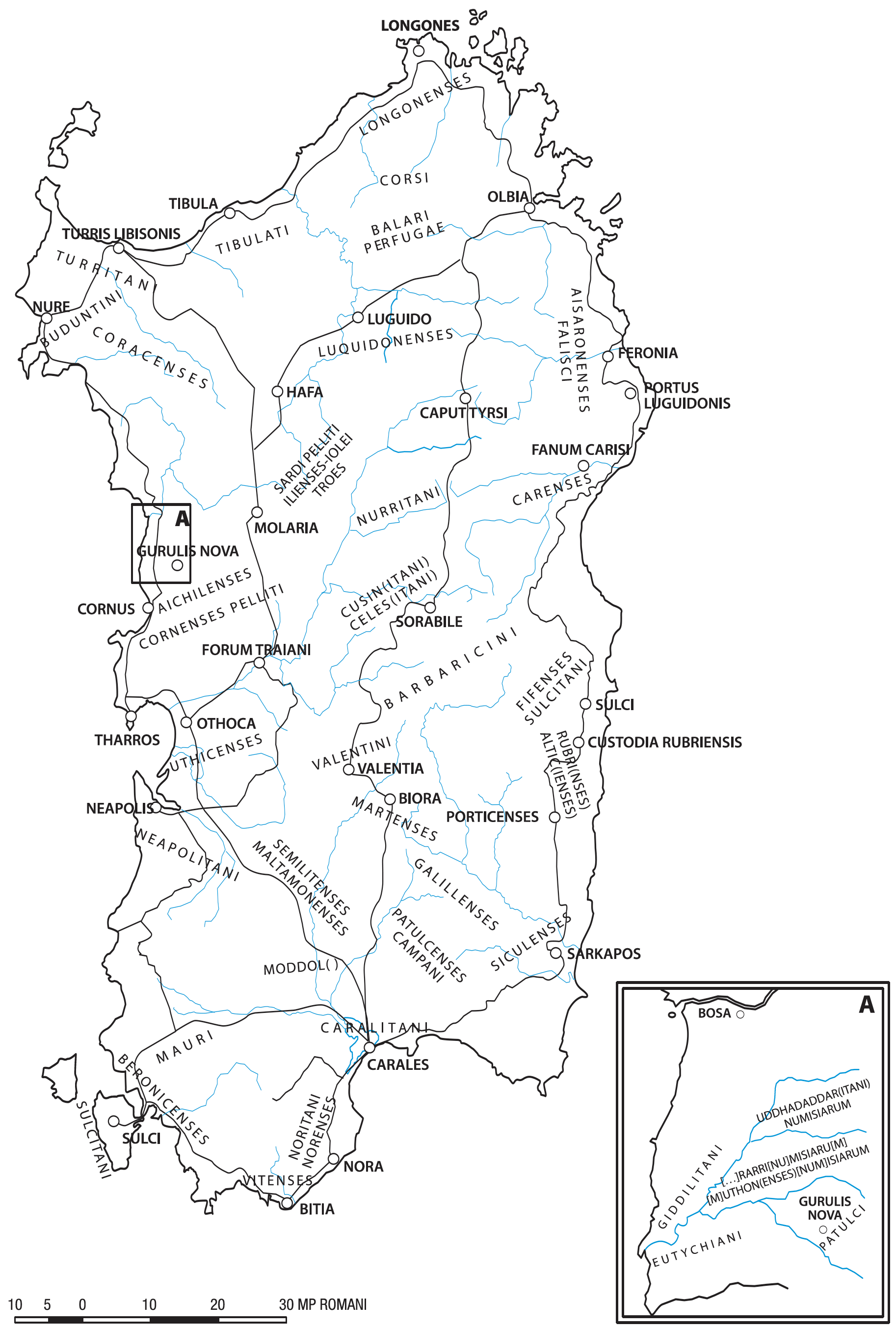
Las tribus sardas descritas por los romanos.

Alrededor del siglo IX y de siglo X a. C. los mercaderes fenicios habían hecho su presencia en Cerdeña, que estaba como mediador geográfico entre la península ibérica e italiana. En los siglos VIII y VII, los fenicios comenzaron a desarrollar asentamientos permanentes, organizadas políticamente como ciudades-estado de manera similar a las zonas costeras libanesas. No pasó mucho tiempo antes de que comenzaran a gravitar alrededor de la esfera de influencia cartaginesa, cuyo nivel de prosperidad impulsó a Cartago a enviar una serie de fuerzas expedicionarias a la isla; aunque inicialmente fueron rechazadas por los nativos, la ciudad norteafricana persiguió vigorosamente una política de imperialismo activo y, en el siglo VI, logró establecer su hegemonía política y control militar sobre el suroeste de Cerdeña. El púnico comenzó a hablarse en la zona, y muchas palabras entraron también en el sardo antiguo. Nombres como giara "meseta" (cf. hebreo "bosque, matorral"), g(r)uspinu "capuchina" (desde el púnico cusmin), curma "ruda" (cf. ḥarmal "alharma"), mítza "fuente" (cf. hebreo mitsa, metza "lugar de donde emerge algo"), síntziri "cola de caballo" (desde el púnico zunzur "knotgrass común"), tzeúrra "brote" (desde el púnico zeraʿ "semilla"), tzichirìa "eneldo" (desde el púnico sikkíria; cf. hebreo šēkār "cerveza") y tzípiri "romero" (desde el púnico zibbir) se usan comúnmente, especialmente en las variedades sardas modernas del Campidano, mientras que hacia el norte la influencia es más limitada a los nombres de lugares, como Macumadas en la Provincia de Nuoro o Magumadas en Gesico y Nureci, que derivan desde el púnico maqom hadash "nueva ciudad".

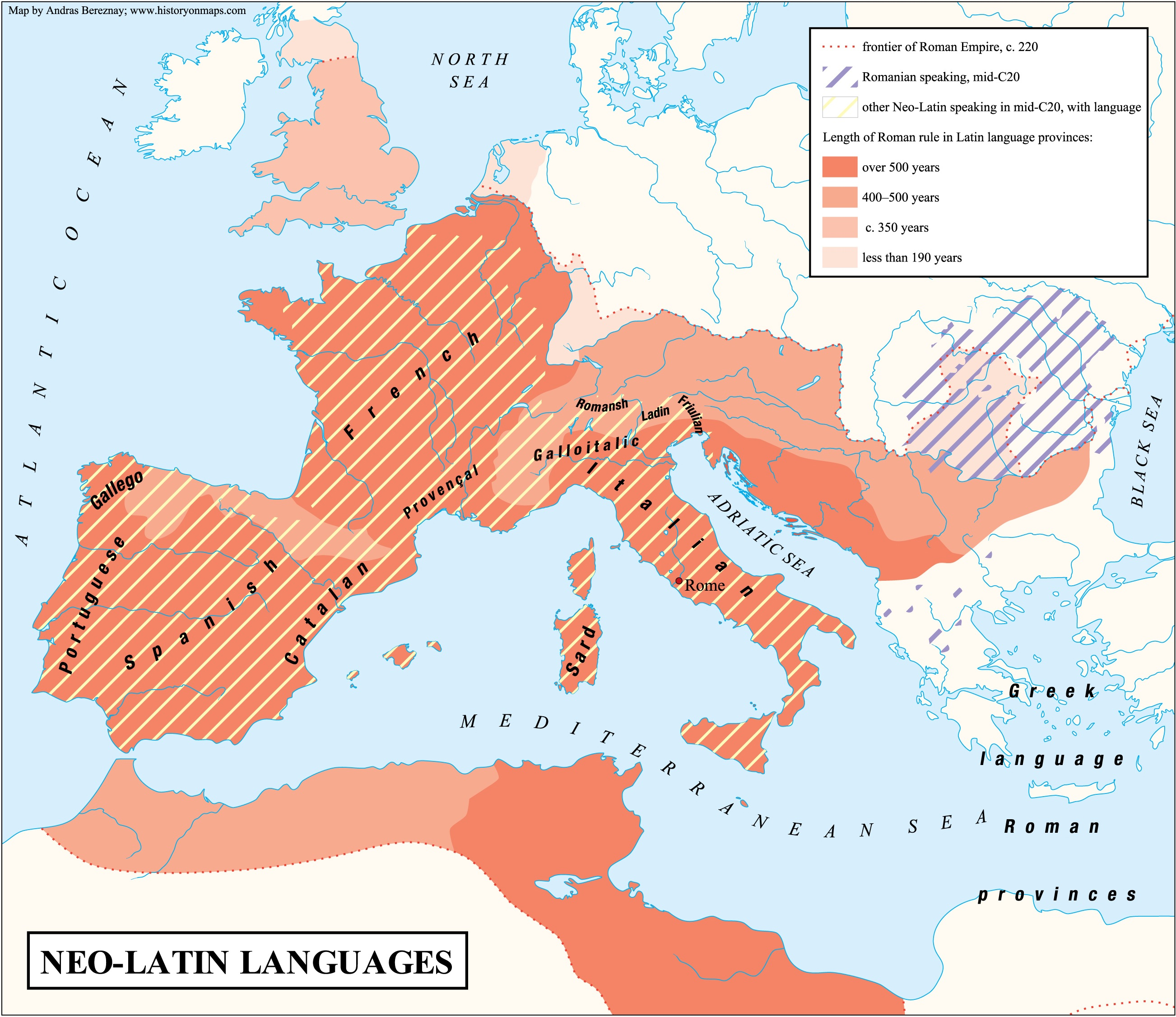
Duración de la dominación romana y aparición de las lenguas románicas

La dominación romana, que comenzó en 238 a. C., trajo el latín a Cerdeña, pero fue contrastado constantemente por las tribus sardas y no pudo suplantar completamente los idiomas pre-latinos, incluido el púnico que, según las inscripciones votivas, se siguió hablando en siglo IV d. C. Algunas raíces oscuras se mantuvieron sin cambios, y en muchos casos el latín aceptó las raíces locales (como nur, probablemente de Norax, que hace su aparición en nuraghe, Nurra, Nurri y muchos otros topónimos). Barbagia, la región central montañosa de la isla, deriva su nombre del latín Barbaria (término que significa "tierra de los bárbaros", similar en su origen a la palabra Berbería), porque su gente rechazó la asimilación cultural y lingüística por mucho tiempo: el 50% de los topónimos del centro de Cerdeña, particularmente en el territorio de Olzai, no está relacionado con ningún idioma conocido. Además de los nombres de los lugares, en la isla todavía hay algunos nombres de plantas, animales y formaciones geológicas directamente trazables a la antigua era nurágica.
Durante la dominación romana, la isla vivió un nuevo periodo de aislamiento, en el que se convirtió en tierra de exilio entre poblaciones consideradas próximas a las africanas y dedicadas al bandolerismo y la piratería. Son famosas las invectivas de Cicerón que, al burlarse de los sardos que se rebelaban contra el poder romano, denunciaba su falta de fiabilidad por su supuesto origen africano, teniendo en odio su piel morena, su disposición hacia Cartago más que hacia Roma, y una lengua incomprensible.
Durante la larga dominación romana, el latín se convirtió gradualmente en la lengua hablada por la mayoría de los sardos. Como resultado de este proceso de romanización, la lengua sarda moderna se clasifica hoy en día como románica o neo-latina, con algunas características fonéticas que se asemejan al latín antiguo. Algunos lingüistas afirman que el sardo moderno, siendo parte del grupo insulare, fue la primera lengua en separarse del latín; todos los demás evolucionaron del latín como "romance continental".
En ese momento, la única literatura que se produjo en Cerdeña era principalmente en latín: las lenguas prerromanas nativas (paleosardas) y no nativas (púnicas) ya estaban extintas (la última inscripción púnica en Bitia, sur de Cerdeña, es del siglo II). Algunos poemas grabados en griego antiguo y latín (los dos idiomas más prestigiosos del Imperio Romano) se pueden ver en la "cueva de la víbora", en Cagliari (Grutta 'e sa Pibera en sardo, Grotta della Vipera en italiano, Cripta Serpentum en latín), un monumento funerario construido por Lucius Cassius Philippus (un romano que había sido exiliado a Cerdeña) en memoria de su difunta esposa Atilia Pomptilla. También tenemos algunas obras religiosas de San Lucifer y Eusebio, ambas de Caralis.
Aunque Cerdeña fue influenciada culturalmente y fue gobernada políticamente por el Imperio Bizantino durante casi cinco siglos, el griego no ingresó en el idioma sardo, a excepción de algunos rituales o expresiones formales que utilizaban la estructura griega y, a veces, el alfabeto griego. La evidencia de esto se encuentra en los condaghes, los primeros documentos escritos en Cerdeña. Desde la larga era bizantina, solo hay unas pocas entradas, pero ya proporcionan una visión de la situación sociolingüística en la isla en la que, además de la lengua neolatína usada en la cotidianidad, las clases dominantes también hablaban griego. Algunos topónimos, como Jerzu (del griego khérsos, "sin labranza"), junto con los nombres personales Mikhaleis, Konstantine y Basilis, demuestran la influencia griega.

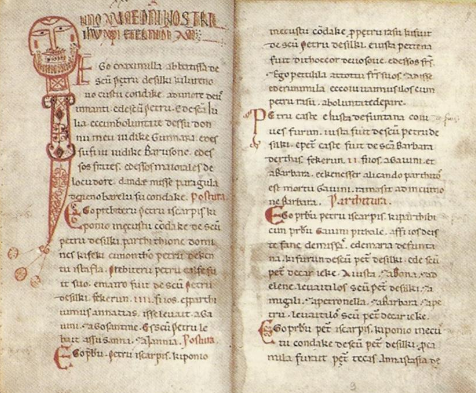
El condaghe de San Pedro de Silki (1065-1180), escrito en sardo.

Cuando los musulmanes conquistaron el sur de Italia y la Sicilia, las comunicaciones se rompieron entre Constantinopla y Cerdeña, cuyos distritos se fueron haciendo cada vez más autónomos de la ecúmene bizantina (en griego: οἰκουμένη). Entonces, Cerdeña volvió a la esfera cultural latina.

### Periodo de los Juzgados sardos

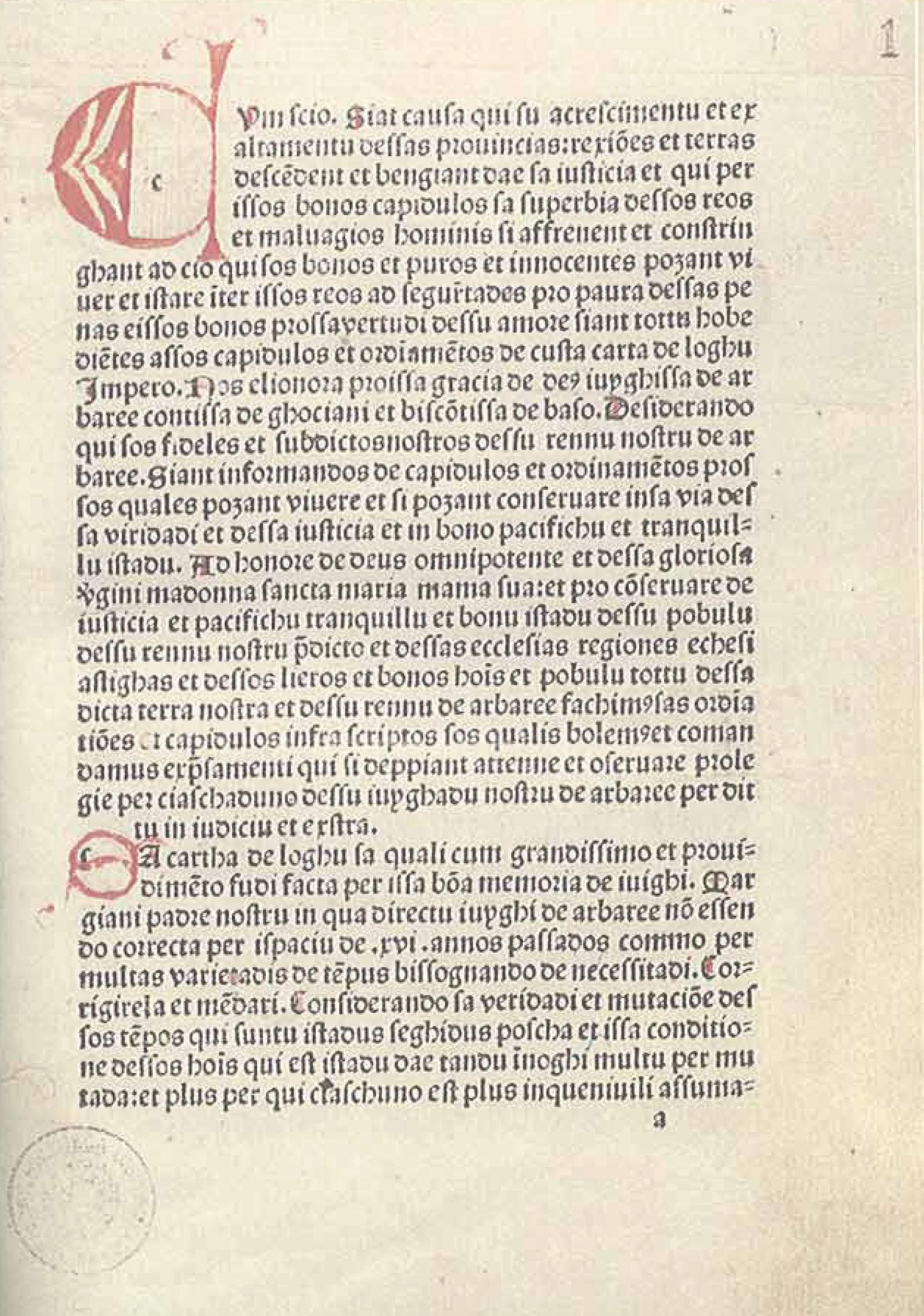
La primera página de la Carta de Logu.

El sardo fue la primera lengua románica en obtener un estatus oficial, ya que fue utilizada por los cuatro Juzgados isleños, antiguos distritos bizantinos que se convirtieron en entidades políticas independientes después de que la expansión árabe en el Mediterráneo cortó cualquier vínculo entre la isla y Bizancio. La excepcionalidad de la situación sarda, que en este sentido constituye un caso único en todo el panorama románico, consiste en que los textos oficiales se redactaron desde el principio en sardo y excluyeron por completo el latín, a diferencia de lo que ocurría en la época coetánea en Francia, Italia e Iberia; el latín, por muy oficial que fuera, se utilizaba de hecho sólo en los documentos relativos a las relaciones con el continente.
Uno de los documentos más antiguos que quedan en Cerdeña (la así llamada Carta Volgare) proviene del Juzgado de Cagliari y fue emitido por Torchitorio I de Lacon-Gunale en 1070, empleando el alfabeto griego. El sardo tenía entonces un mayor número de arcaísmos y latinismos que la lengua corriente, y los documentos resentían de la influencia de los escribanos, cuya mayor parte fue constituida por catalanes, genoveses y toscanos. Mientras que los documentos anteriores muestran la existencia de una koine sarda, el lenguaje utilizado por los diversos Juzgados ya mostraba un cierto rango de variación dialectal. Una posición especial fue ocupada por el Juzgado de Arborea, el último reino de Cerdeña en caer a las potencias extranjeras, en el que se hablaba un dialecto de transición. La Carta de Logu de Arborea, una de las primeras constituciones de la historia redactada en 1355–1376 por Mariano IV y la Reina o "Jueza" (judikessa o juighissa en sardo, jutgessa en catalán, giudicessa en italiano) Leonor, fue escrita en esta variedad sarda. Se presume que los jueces de Arborea intentaron unificar los varios dialectos del sardo para ser gobernantes legítimos de toda la isla bajo un solo estado (la Republica Sardisca "República de Cerdeña"); este objetivo político ya había quedado claro desde 1164, cuando el juez Barisono ordenó que se hiciera su gran sello con los escritos "Baresonus Dei Gratia Rei Sardiniee ("Barison, por la gracia de Dios, Rey de Cerdeña") y Est vis Sardorum pariter regnum Populorum ("El gobierno del Pueblo es igual a la fuerza de los Sardos").
| Extracto del Privilegio Logudorés (1080) |
| --- |
| « In nomine Domini amen. Ego iudice Mariano de Lacon fazo ista carta ad onore de omnes homines de Pisas pro xu toloneu ci mi pecterunt: e ego donolislu pro ca lis so ego amicu caru e itsos a mimi; ci nullu imperatore ci lu aet potestare istu locu de non (n)apat comiatu de leuarelis toloneu in placitu: de non occidere pisanu ingratis: e ccausa ipsoro ci lis aem leuare ingratis, de facerlis iustitia inperatore ci nce aet exere intu locu [...] » |

Dante Alighieri se refiere a los sardos en su obra De Vulgari Eloquentia y les expulsa críticamente, ya que según él no eran italianos (Latii) y tampoco tenían un vulgar, imitando todavía el latín: «Sardos etiam, qui non Latii sunt sed Latiis associandi videntur, eiciamus, quoniam soli sine proprio vulgari esse videntur, gramaticam tanquam simie homines imitantes: nam domus nova et dominus meus locuntur» ("Eliminemos también a los sardos - que no son italianos, pero parecen asemejarse a los italianos - porque sólo ellos parecen carecer de una lengua vernácula propia e imitan a la gramatica como los monos a los hombres: de hecho, dicen domus nova y dominus meus").
Esta afirmación se debe confutar ya que el sardo, por el contrario, evolucionó en autonomía propia hasta al punto de llegar a ser totalmente ininteligible para los no isleños. Prueba de esto son dos versos populares, que datan del siglo XII, en los que el trovador provenzal Raimbaut de Vaqueiras compara, en términos de inteligibilidad, la lengua sarda con el alemán y bereber: «No t’intend plui d’un Toesco / o Sardo o Barbarì» (lit. "No te entiendo más que un alemán / o sardo o bereber").
El poeta toscano Fazio degli Uberti se refiere a los sardos en su poema Dittamondo como «una gente che niuno non la intende / né essi sanno quel ch'altri pispiglia» ("un pueblo que nadie puede entender / y que no sabe lo que los otros dicen"). El geógrafo musulmán Muhammad al-Idrisi, que vivía en Palermo, Sicilia, en la corte del rey Roger II, escribió en su obra Kitab Ruyar ("El libro de Roger") que «Los sardos son étnicamente Rûm 'Afàriqah ("Romanos de África"), viven como los bereberes, ignoran las otras naciones de Rūm y son un pueblo valiente, que nunca deja sus armas». De hecho, el sardo se percibía como bastante similar a los dialectos latinos que en su día hablaban los bereberes cristianos del norte de África, lo que da crédito a la teoría de que el latín vulgar tanto en África como en Cerdeña presentaba un importante paralelismo no sólo por las antiguas afinidades étnicas, sino también por un pasado político común dentro del Exarcado de África. La coincidencia entre el sardo y el latín africano de varias palabras bastante raras, si no ausentes, en el resto del panorama románico, como acina (uva), pala (hombro), o incluso spanus en el africano y spanu en el sardo ("rojizo"), sería una prueba, para J. N. Adams, de que se compartió una buena cantidad de vocabulario entre África y Cerdeña.

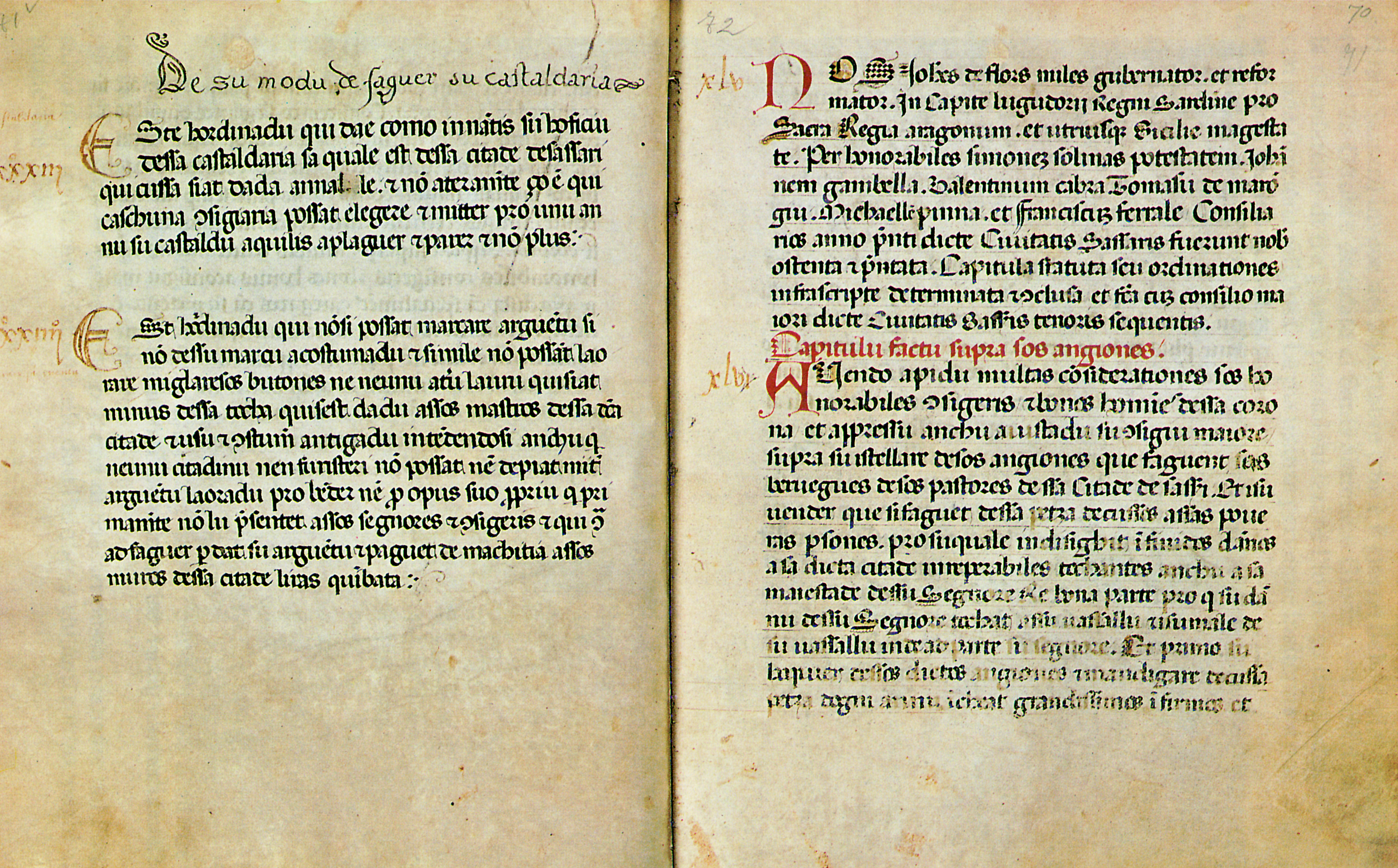
Algunas páginas de los Estatutos de Sassari, escritos en lengua sarda.

La literatura de este período consiste principalmente en documentos legales, además de la mencionada Carta de Logu. El primer documento en el que se puede encontrar algún elemento de la lengua se remonta al 1063, con el acto de donación por parte de Barison I° de Torres dirigido al abad Desiderio para la abadía de Montecassino. Otros documentos son la Carta Volgare (1070–1080), el "Privilegio logudorés" (1080) la Donación de Torchitorio conservada en los archivos de Marsella (1089), la Carta Marsellesa (1190–1206) y una comunicación de 1173 entre el obispo de Civita Bernardo y Benedetto, el administrador de la Catedral de Pisa Los estatutos de Sassari (1316) y Castelgenovese (c. 1334) están escritos en sardo logudorés.
La primera crónica escrita en lingua sive ydiomate sardo se remonta a la segunda mitad del siglo XIII, siguiendo los rasgos estilísticos típicos de la época. El manuscrito, escrito por un anónimo y ahora conservado en el Archivo de Estado de Turín, lleva el título de Condagues de Sardina y traza los acontecimientos de los jueces que se sucedieron en el Juzgado de Torres; la última edición crítica de la crónica habría sido reeditada en 1957 por Antonio Sanna.

### Periodo ibérico
La enfeudación de la isla por parte de Bonifacio VIII en 1297, sin haber tenido en cuenta las realidades estatales que ya existían dentro de ella, condujo a la fundación, aunque fuese solamente nominal, del Reino de Cerdeña, marcando así el fin de la independencia sarda y también un largo período de guerras, que terminaron con la victoria de la Corona de Aragón en Sanluri (1409) y con la consiguiente renuncia al derecho de sucesión por parte de Guillermo III de Narbona. Se neutralizó de forma sistemática cualquier tentativa de rebelión, como la de la ciudad de Alguer (1353) y la de Macomer (1478). Entonces se empezó un proceso de asimilación en todos los aspectos sociales; se estableció por primera vez una situación de desequilibrio y de jerarquización lingüística, en la que el catalán tomó el estado de lengua hegemónica y el sardo, aunque oficial (los aragoneses extendieron la Carta de Logu a toda la isla y se mantuvo vigente hasta 1827), fue relegado a una posición secundaria. Eso era evidente de manera especial en el sur de la isla, cuya variedad recibió una gran cantidad de préstamos lingüísticos que provenían de la lengua dominante; en Cagliari, ciudad que, al igual que Alghero, sufrió un proceso de repoblación total por parte de los aragoneses, hubo expresiones como No scit su cadelanu ("No sabe [hablar] el catalán") para indicar una persona que no había sido bastante culturizada. Estando de acuerdo con Giovanni Fara en su De Rebus Sardois, el abogado Segimon Arquer, autor de la obra Sardiniae brevis historia et descriptio (cuyo párrafo sobre el idioma habría sido extrapolado también por Conrad Gessner en su "Sobre las diferentes lenguas utilizadas por las distintas naciones del mundo"), dijo que los ciudadanos eligieron el catalán como lengua de prestigio, a diferencia de los barrios, donde la gente seguía hablando el sardo Los jesuitas inicialmente habían promovido una política lingüística a favor de la lengua sarda, pero luego la cambiaron a favor del castellano. A la difusión del catalán a nivel popular contribuyeron los goigs (en sardo gozos/goccius).
En ese periodo no tenemos una detallada documentación escrita del sardo, aunque fuese la lengua que la población mayormente hablaba. Hay los ejemplos de Antoni Cano, que escribió Sa Vitta et sa Morte, et Passione de Sanctu Gavinu, Brothu e Ianuariu, escrita en el siglo XV y publicada en 1557.
Más interesante resulta ser la obra Rimas Spirituales de Hieronimu Araolla, que se propone la tarea de "magnificare et arrichire sa limba nostra sarda (magnificar y enriquecer el sardo, la nuestra lengua) de la misma manera en la que los poetas franceses, españoles e italianos lo habían hecho para sus respectivos idiomas (véase por ejemplo la Deffense et illustration de la langue françoyse, il Dialogo delle lingue etc.); él tiene el mérito de haber puesto en claro por la primera vez lo que luego habría sido conocido con el nombre de "cuestión de la lengua sarda", profundizada por otros autores.
Antonio de Lofraso, que nació en Alguer (ciudad que recuerda con afecto en varios versos) y vivió en Barcelona, fue probablemente el primer intelectual que escribió composiciones líricas amorosas en lengua sarda, aunque el idioma más empleado fue un castellano con abundantes catalanismos; en el interior de la obra Los diez libros de Fortuna de Amor (1573) aparecen en sardo dos sonetos, «Cando si det finire custu ardente fogu» y «Supremu gloriosu exelsadu», y un poema en octavas reales: ...Non podende sufrire su tormentu / de su fogu ardente innamorosu. / Videndemi foras de sentimentu / et sensa una hora de riposu, / pensende istare liberu e contentu / m'agato pius aflitu e congoixosu, / in essermi de te senora apartadu, / mudende ateru quelu, ateru istadu...
En 1624, durante las tentativas de reorganización de la Monarquía por el Conde-duque de Olivares en Cerdeña, se hizo patente un mayor uso del castellano en detrimento del catalán. El castellano, a diferencia del catalán que logró penetrar en cada barrio de la isla, se había mantenido como un lenguaje bastante elitista y pertinente a la literatura y a la educación. Sea como sea, el sardo quedó como el único y espontáneo código de comunicación por la mayoría de las personas, respetado y también aprendido por los conquistadores. El español tuvo así una profunda influencia en la clase dirigente sarda, especialmente en aquellas palabras, estilos y modelos culturales debido al prestigioso papel internacional de la Monarquía de los Habsburgo, así como a la Corte. La mayoría de los autores sardos escribían tanto en español como en sardo, y lo habrían hecho hasta el siglo XIX, como Vicente Bacallar y Sanna, que fue uno de los fundadores de la Real Academia Española.
La situación sociolingüística se mantiene tal que las dos lenguas coloniales se hablaban en ciudad y el sardo resistía tenazmente en el campo y en todas las aldeas, como informa el embajador Martín Carillo (autor de la famosa sentencia sobre los sardos, que serían un pueblo de pocos, locos y mal unidos), el Llibre dels feyts d'armes de Catalunya («parlen la llengua catalana molt polidament, axì com fos a Catalunya») y el rector sasarés de la Universidad Jesuita Baldassarre Pinyes, que escribió: «en lo que concierne a la lengua sarda, sepa su paternidad que no la hablan en esta ciudad, tampoco en Alguer ni en Cáller, solamente en las aldeas». La notable presencia de feudatarios valencianos y aragoneses en la mitad norte de la isla, además de mercenarios que venían de allí, ha hecho que el logudorés sea la variante más influida por el castellano.
El sardo era uno de los pocos idiomas cuyo conocimiento era necesario para ser oficiales de los tercios españoles. Sólo los que hablaban español, catalán, portugués o sardo podían hacer carrera.
Mientras tanto, el párroco orgolés Ioan Matheu Garipa, en la ópera Legendariu de Santas Virgines, et martires de Jesu Christu, que tradujo del italiano (el Leggendario delle Sante Vergini e Martiri di Gesù Cristo), puso en evidencia la nobleza del idioma sardo en relación con el latín clásico y lo atribuyó en el Prólogo, como Araolla antes que él, un importante valor étnico y nacional:

Las apo voltadas in sardu menjus qui non in atera limba pro amore de su vulgu […] qui non tenjan bisonju de interprete pro bi-las decrarare, et tambene pro esser sa limba sarda tantu bona, quanta participat de sa latina, qui nexuna de quantas limbas si plàtican est tantu parente assa latina formale quantu sa sarda. […] Et quando cussu non esseret, est suficiente motiuu pro iscrier in Sardu, vider, qui totas sas nationes iscriven, & istampan libros in sas proprias limbas naturales in soro, preciandosi de tenner istoria, & materias morales iscritas in limba vulgare, pro qui totus si potan de cuddas aprofetare. Et pusti sa limba latina Sarda est clara & intelligibile (iscrita, & pronunciada comente conuenit) tantu & plus qui non quale si querjat dessas vulgares, pusti sos Italianos, & Ispagnolos, & totu cuddos qui tenen platica de latinu la intenden medianamente.

Según el filólogo Paolo Maninchedda, estos autores, empezando por Araolla, "no escribieron sobre Cerdeña o en sardo para encajar en un sistema insular, sino para inscribir a Cerdeña y su lengua - y con ellas, a ellos mismos - en un sistema europeo. Elevar a Cerdeña a una dignidad cultural igual a la de otros países europeos significaba también promover a los sardos, y en particular a los sardos educados, que sentían que carecían de raíces y pertenencia en el sistema cultural continental".

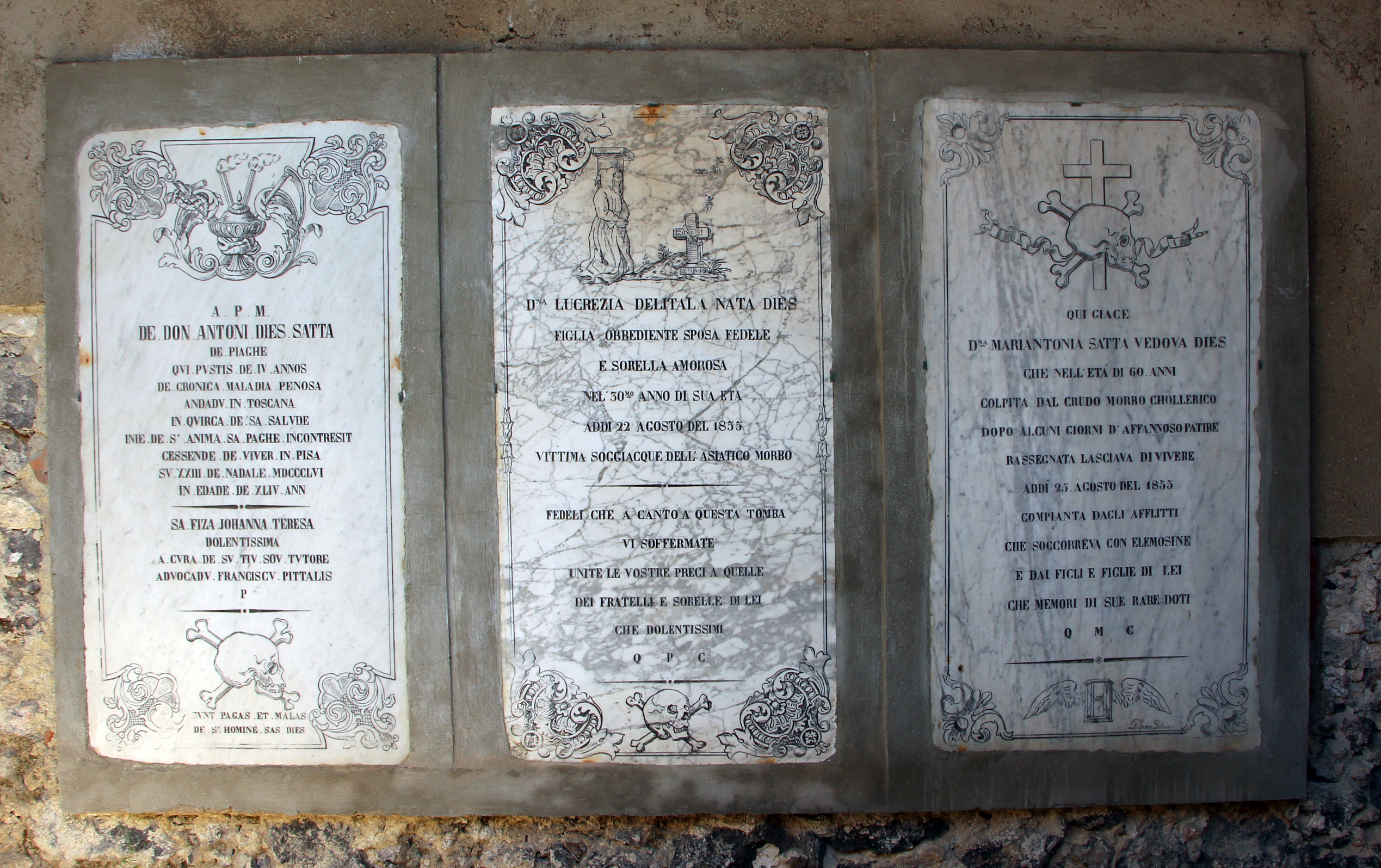
Cementerio histórico de Ploaghe, donde se conservan 39 epitafios tallados en sardo y 3 en italiano. En las lápidas aquí presentes, que datan de la segunda mitad del siglo XIX, es posible observar el proceso de sustitución lingüística; nótese, a la izquierda, la presencia de una lápida en sardo con una referencia a prenombres históricos que están completamente ausentes en aquellas, más a la derecha, escritas en italiano.

### Periodo piamontés e influencia italiana
La Guerra de sucesión española tuvo como consecuencia el paso de la isla a la soberanía austriaca, que fue confirmada más tarde por los tratados de Utrecht y Rastadt (1713-1714); sin embargo duró solamente cuatro años, ya que en 1717 una flota española volvió a ocupar Cagliari, y en el año siguiente, mediante un tratado que fue ratificado en La Haya (1720), Cerdeña fue asignada a Víctor Amadeo II de Saboya a cambio de Sicilia. Sin embargo, esta transferencia no implicó inicialmente cambios sociales ni lingüísticos: Cerdeña mantuvo por mucho tiempo su carácter ibérico, tanto que solo en 1767 los símbolos dinásticos aragoneses y españoles fueron reemplazados por la cruz de los Saboya piamonteses. La lengua sarda, aunque practicada en estado de diglosia, nunca había sido reducida al rango sociolingüístico de "dialecto", siendo su independencia lingüística universalmente percibida y hablada por todas las clases sociales; el castellano, en cambio, era el código lingüístico de prestigio conocido y utilizado por los estratos sociales de la cultura media, como mínimo, por lo que Joaquín Arce se refiere a él en términos de paradoja histórica: el castellano se había convertido en la lengua común de los isleños en el mismo siglo en que dejaron de ser oficialmente españoles para convertirse en italianos. Dada la situación actual, la clase dirigente piamontesa, en este primer periodo, se limitó a mantener las instituciones políticas y sociales locales, cuidando de vaciarlas de sentido al mismo tiempo.
Esta posición se debió a tres razones eminentemente políticas: en primer lugar, la necesidad, inicialmente, de respetar al pie de la letra las disposiciones del Tratado de Londres, firmado el 2 de agosto de 1718, que imponía el respeto de las leyes y privilegios fundamentales del nuevo Reino cedido; en segundo lugar, la necesidad de no generar fricciones en el frente interno de la isla, en gran parte pro-español; en tercer lugar, y por último, la esperanza, aún en gestación por parte de los Saboya, de poder deshacerse de Cerdeña y de recuperar Sicilia. Esta prudencia se encuentra en junio de 1726 y enero de 1728, cuando el rey expresó la intención de no abolir el sardo y el español, pero solo para difundir más el conocimiento del italiano. El desconcierto inicial de los nuevos dominadores, que habían tomado el relevo de los anteriores, respecto a la alteridad cultural que reconocían a la isla se manifiesta en un estudio especial, encargado y publicado en 1726 por el jesuita barolés Antonio Falletti, titulado "Memoria dei mezzi che si propongono per introdurre l'uso della lingua italiana in questo Regno", en el que se recomendaba a la administración de Saboya que aplicase el método de aprendizaje ignotam linguam per notam expōnĕre ("presentar un idioma desconocido [el italiano] a través de un idioma conocido [el español]").
Sin embargo, los Saboya impusieron el italiano en Cerdeña en 1760 por la necesidad geopolítica de alejar la isla de la influencia cultural y política española y alinear la Cerdeña con el Piamonte italiano, donde el empleo del italiano se había consolidado desde hace siglos, reforzado oficialmente por el Edicto de Rivoli. En 1764, la orden se extendió a todos los sectores de la vida pública, paralelamente a la reorganización de las Universidades de Cagliari y Sassari, que vieron la llegada de personal continental, y la de la educación inferior, que estableció el envío de profesores de Piamonte para compensar la ausencia de profesores sardos de habla italiana. Esta maniobra no se debe principalmente a la promoción del nacionalismo italiano sobre la población sarda, sino a un proyecto de fortalecimiento geopolítico de los Saboya sobre la clase culta de la isla, aún muy ligada a la península ibérica, a través de la alienación lingüístico-cultural y la neutralización de los elementos que llevaban rastros del dominio anterior. Sin embargo, el español continuó siendo ampliamente utilizado en los registros parroquiales y registros oficiales hasta 1828, y la consecuencia más directa fue una nueva marginación de la lengua sarda, abriendo paso a la italianización de la isla. Por primera vez, de hecho, incluso las familias más ricas y poderosas de la Cerdeña rural, los printzipales, comenzaron a percibir el sardo como una desventaja. El sistema administrativo y penal de matriz francés introducido por los Saboya, capaz de extenderse de manera articulada en todos los pueblos de Cerdeña, representó para los sardos el principal canal de contacto directo con la nueva lengua hegemónica; para las clases más altas, la supresión de la orden jesuita en 1774 y su sustitución por los pro-italianos escolapios, así como los trabajos de la Ilustración, impresos en el territorio continental, desempeñaron un papel considerable en sus italianización primaria. Al mismo tiempo hubo un cierto esfuerzo por parte de los cartógrafos piamonteses para sustituir los topónimos sardos con otros en italiano; mientras que muchos de ellos permanecieron intactos, muchos otros nombres fueron adaptados de manera grosera a una forma totalmente diferente: uno de los ejemplos más destacados es la pequeña isla de Mal de Ventre, cuyo actual nombre italiano, con el significado de "dolor de estómago", es en realidad una adaptación de la palabra sarda  Malu 'Entu, que significa "viento malo" en vez (la isla está continuamente expuesta al mistral).
A finales del siglo XVIII, siguiendo el rastro de la revolución francesa, un grupo de la clase media sarda planeó separarse de la clase dominante del continente e instituir una república sarda bajo protección francesa; en toda la isla, se distribuyeron ilegalmente varios panfletos políticos impresos en sardo, que exigían una revuelta masiva contra el gobierno piamontés y el abuso de los barones. El producto literario más famoso de ese período de agitación política fue el poema Su patriottu sardu a sos feudatarios, que es un testimonio de los valores democráticos y patrióticos de inspiración francesa, así como de la situación de Cerdeña bajo el feudalismo.
El primer estudio sistemático sobre la lengua sarda fue escrito en 1782 por el filólogo Matteo Madau, con el título de Il ripulimento della lingua sarda lavorato sopra la sua antologia colle due matrici lingue, la greca e la latina. Al quejarse en la introducción del declive general de la lengua, la intención patriótica que animaba a Madau era trazar el camino ideal por el que el sardo podía ascender hasta el reconocimiento definitivo de la lengua nacional de la isla; sin embargo, el clima de represión del gobierno de Saboya contra la cultura sarda habría llevado a Madau a velar sus propuestas con intención literaria, demostrando en última instancia ser incapaz de traducirlas a la realidad. El primer volumen de dialectología comparativa fue producido en 1786 por el jesuita catalán Andrés Febrés, conocido en Italia con el falso nombre de  Bonifacio d'Olmi , tras su expulsión de Chile, donde había publicado un libro de gramática mapuche en 1765. Después de mudarse a Cagliari, se interesó por el sardo y realizó una investigación sobre tres dialectos específicos; el objetivo del trabajo, titulado Prima grammatica de' tre dialetti sardi, era <<dar las reglas de la lengua sarda>> y animar a los sardos a <<cultivar y favorecer el idioma de su tierra natal, junto al italiano>>. El gobierno de Turín, tras examinar la obra, decidió no permitir su publicación: Víctor Amadeo III consideró una afrenta que el libro contuviera una dedicación bilingüe dirigida a él en italiano y sardo, un error que sus sucesores evitarían, utilizando sólo el italiano. En el clima de restauración monárquica que siguió a la fallida revolución de Angioy, otros intelectuales sardos, caracterizados todos ellos por una actitud de devoción a su isla y de probada lealtad a la Casa de Saboya, plantearon la "cuestión de la lengua sarda", pero generalmente utilizando el italiano como lengua para transmitir los textos. A poca distancia de la estación de la revuelta antipiamontesa, en 1811, encontramos la tímida publicación del sacerdote Vincenzo Raimondo Porru, que, sin embargo, se refería sólo a la variante meridional (de ahí el título de Saggio di grammatica del dialetto sardo meridionale) y, por prudencia hacia los gobernantes, se expresaba sólo en términos de aprendizaje del italiano, en lugar de protección del sardo. Destaca el canónigo, profesor y senador Giovanni Spano, que en la Ortographia sarda nationale ("Ortografía nacional sarda") de 1840 planteó una variante sarda aceptada unánimemente como koinè ilustre por su estrecha relación con el latín, de manera similar a como el dialecto florentino se había establecido en Italia como "italiano ilustre".
La relación entre la lengua italiana recientemente impuesta y la nativa había sido percibida desde el principio por los isleños, educados y no educados por igual, como una relación (aunque desigual en términos de poder político y de prestigio) entre dos idiomas muy diferentes, y no entre un idioma y uno de sus dialectos como en las regiones continentales, donde el italiano había sido adoptado desde la Edad Media como idioma oficial. El plurisecular período ibérico también contribuyó a que los sardos se sintieran relativamente separados del italiano y su esfera cultural, y los propios españoles ya consideraban el sardo como una lengua distinta con respecto tanto a sus propias como al italiano.
El jurista Carlo Baudi di Vesme propuso explícitamente una prohibición completa de la lengua con el fin de convertir a los isleños en "italianos civilizados". La educación primaria, impartida en un idioma con el que los sardos no estaban familiarizados, difundió el italiano por primera vez en la historia a los varios pueblos sardos, marcando la transición problemática al nuevo idioma dominante; el entorno escolar, que empleaba el italiano como único medio de comunicación, se convirtió en un microcosmos dentro de las aldeas sardas en aquel tiempo monolingües. El sistema educativo contribuyó por lo tanto a una lenta difusión de esta lengua entre los nativos, y provocó por primera vez un proceso de sustitución lingüística. Se presentó el sardo como un idioma hablado por la gente socialmente marginada, así como sa limba de su famine o sa lingua de su famini ("la lengua del hambre"), responsable del aislamiento y pobreza secular de la isla, y por el contrario, el italiano como agente de emancipación social a través de la integración sociocultural con el territorio continental. En 1827, la Carta de Logu, el histórico corpus jurídico de Cerdeña o «consuetud de la nació sardesca», fue finalmente abolida en favor de las Leggi civili e criminali del Regno di Sardegna de Carlos Félix.
A pesar de tales políticas de asimilación cultural, posteriormente acompañadas por la pérdida de la residual autonomía política a través de la fusión perfecta y la unificación de la península italiana, el himno del Reino de Cerdeña piamontés fue el así llamado Hymnu Sardu (o Cunservet Deus su Re), cuyo texto era totalmente en sardo; fue sustituido por la "Marcha Real" cuando se unificó la península italiana.
Durante la movilización para la Primera Guerra Mundial, el ejército italiano obligó a todos los sardos a enlistarse como súbditos italianos y estableció la Brigata Sassari el 1 de marzo de 1915 en Tempio Pausania y Sinnai. A diferencia de las otras brigadas de infantería de Italia, los reclutas de la Sassari eran solo sardos. Actualmente es la única unidad en Italia con un himno en un idioma distinto del italiano: Dimonios ("Diablos"), escrito en 1994 por Luciano Sechi. Su título deriva de Rote Teufel (en alemán, "diablos rojos"). Sin embargo, el servicio militar obligatorio jugó un papel importante en el cambio de idioma.
La política de asimilación forzosa culminó en los veinte años del régimen fascista que, especialmente cuando se realizó la campaña de autarquía, condujo a la entrada decisiva de la isla en el sistema cultural nacional a través de los esfuerzos combinados del sistema educativo y el sistema de partido único, en un crescendo de multas y prohibiciones que condujeron a un mayor declive sociolingüístico del sardo. Las restricciones llegaron al punto en que se cambiaron los nombres propios para que sonasen "más italianos". Durante este período, el Himno sardo del reino piamontés fue una oportunidad para hablar en una lengua regional en Italia sin ninguna sanción, debido a que, como parte fundamental de la tradición de la familia real, no se podría prohibir. Los sacerdotes católicos y los fascistas practicaron un estricto obstruccionismo contra la poesía cantada improvisada: paradigmatico es el caso de Salvatore Poddighe, poeta político que se suicidó por desesperación después de la confiscación de su trabajo Sa Mundana Cummédia.

### Periodo contemporáneo

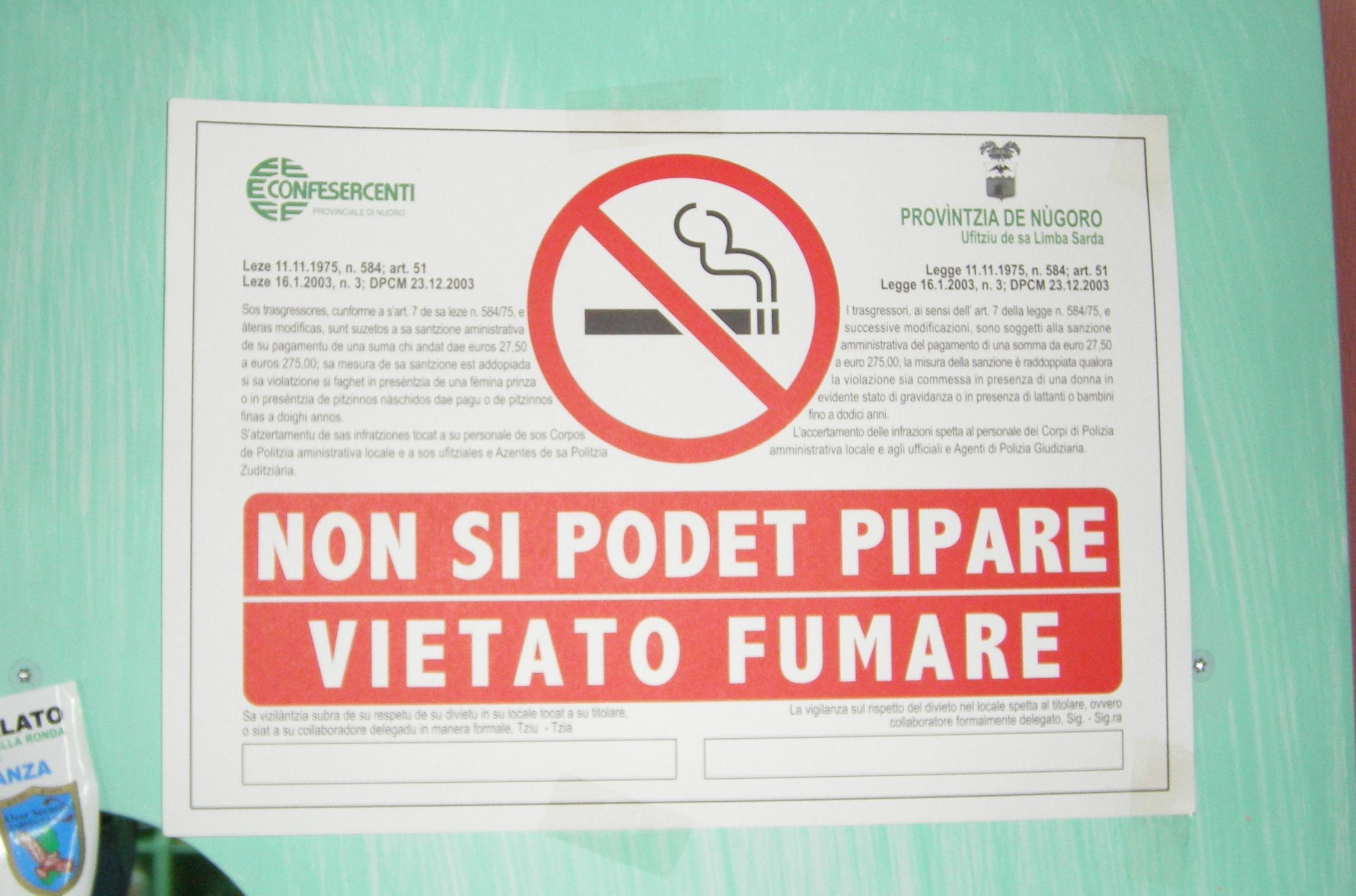
Señal de prohibido fumar escrito en sardo y en italiano.

Después de la Segunda Guerra Mundial, la conciencia acerca del peligro de que el sardo se estaba extinguiendo no pareció preocupar a las élites sardas, y el tema entró en el espacio político más tarde que en otras periferias europeas marcadas por la presencia de minorías etnolingüísticas; la clase dirigente sarda, ahora italianizada, ya había descartado el sardo, ya que tanto la lengua como la cultura sarda seguían siendo acusadas del subdesarrollo de la isla. En el momento de redactar el estatuto en 1948, el legislador central decidió especificar la "especialidad sarda" como criterio para la autonomía política solo por un par de cuestiones socioeconómicas, despojadas de consideraciones relacionadas con la identidad cultural, histórica y geográfica; por el contrario, estas consideraciones eran consideradas como un posible preludio a instancias más autonomistas o independentistas. Finalmente, el estatuto especial de 1948 no reconoció ninguna condición geográfica particular sobre la región ni mencionó elementos culturales y lingüísticos distintos, prefiriendo en cambio concentrarse en planes financiados por el estado central (bautizados con el nombre italiano de piani di rinascita) para el desarrollo de la industria pesada.
Las políticas de asimilación siguieron durante la posguerra, cuando el desmantelamiento de la cultura sarda, etiquetada por el sistema educativo como un símbolo de mirar con desdén, se presentó como la única forma de desarrollo económico y cultural de la isla. Muchos sitios históricos y varios objetos relacionados con las actividades diarias de Cerdeña fueron italianizados, por medio de un otro nombre en italiano (sustituyendo así el original) y de la eliminación sistemática de cualquier conexión con la isla. Además, el Ministerio de Educación Pública italiano había invitado a los directores escolásticos a vigilar y fichar a todos los enseñantes sardos implicados en cualquiera actividad relativa a la lengua.
Los medios de comunicación de masas (en particular la Radiotelevisione Italiana) y la educación obligatoria (donde el empleo de la lengua sarda había sido muy desalentado por medio de humillaciones que ocurrían a diario) popularizaron en Cerdeña el italiano aún más, sin un proyecto paralelo de enseñanza del sardo; en el mismo período contemporáneo se ha observado que, frente a una voluntad popular favorable a enseñar y hacer oficial el sardo, permanecen todavía divisiones, desinterés y contrariedad dentro del mundo político y jurídico estatal, de la Universidad, de los medios de comunicación actuales y de los intelectuales, que de aquella manera temían una separación del marco de la cultura italiana. El rechazo del idioma nativo, junto con un modelo rígido de educación en lengua italiana, castigos corporales y vergüenza, llevaron a una mala escolarización de los sardos.
Desde los años '60, se han hecho varias campañas políticas y culturales a favor del bilingüismo. Una de las primeras instancias se presentó en una resolución adoptada por la Universidad de Cagliari en 1971, en la que se pedía a las autoridades nacionales y regionales que reconocieran a los sardos como una minoría etnolingüística y el sardo como lengua cooficial de la isla. Una cierta aclamación en los círculos culturales de Cerdeña siguió al poema patriótico No sias isciau ("No seas esclavo") de Raimondo (Remundu) Piras, algunos meses antes de su muerte en 1977, instando a la educación bilingüe para revertir la tendencia a la de-sardización. Después de muchos reclamos de los sardistas, que veían a ese proceso como la muerte definitiva del pueblo sardo, se presentaron al Consejo Regional en el decenio de 1980 tres proyectos de ley separados, que pedían una autonomía cultural y política concreta y además el reconocimiento de los sardos como minoría étnico-lingüística.
En la década de 1990, hubo un resurgimiento de la música en idioma sardo, que va desde los géneros más tradicionales (cantu a tenore, cantu a chiterra, gozos etc.) al rock (Kenze Neke, Askra, Tzoku, etc.), hip hop y el rap (Quilo, Sa Razza, Malam, Menhir, Stranos Elementos, Randagiu Sardu, Futta etc.): los artistas utilizan la lengua como medio para promover la isla y mirar a sus problemas de larga data. También hay unas películas (como Su Re, Bellas Mariposas, Treulababbu, Sonetaula etc.) dobladas en sardo. Después de una campaña de firmas, se ha hecho posible cambiar la configuración del idioma en Facebook de cualquier idioma al sardo.

Frecuencia de uso de los idiomas regionales en Italia (ISTAT, 2015).

En 1997, el sardo fue reconocido por la ley regional 26/1997 como lengua de la Región Autónoma de Cerdeña después del italiano. Finalmente, el activismo hizo posible el reconocimiento formal de doce idiomas minoritarios (sardo, albanés, catalán, alemán, griego, esloveno, croata, francés, franco-provenzal, friulano, ladino y occitano) a fines de los años noventa por la ley nacional 482/1999, en acuerdo con el art. 6 de la Constitución italiana. Si bien la primera sección de dicha ley establece que el italiano es el solo idioma oficial de la República, se incluyen varias disposiciones para normalizar el uso de dichos idiomas y permitir que se conviertan en parte integrante del tejido nacional. Sin embargo, Italia (junto con la Francia y Malta) no ha ratificado la Carta Europea de las Lenguas Minoritarias o Regionales.
Hoy en día, lo que destaca mediante unos análisis parece ser una regresión, lenta pero constante y muy profunda, de cualquier competencia activa y pasiva, por motivos políticos y también socioeconómicos (el uso del italiano presentado como un progreso social, habiendo al contrario un estigma asociado con el del sardo, el despoblamiento gradual de los barrios internos y el mutuo entendimiento con los idiomas de la isla que no son sardos, etc.): nótese que, frente a un 68% de personas que hablan el sardo en una situación de diglosia, entre los jóvenes en edad escolar esta porcentaje baja al 13% del total; el problema se presenta mucho más en las ciudades, donde el idioma indígena casi ha desaparecido, que en las aldeas. Se puede afirmar que, con la excepción de unas subregiones (Goceano, Barbagia y Baronìa) que siguen siendo los principales bastiones de la lengua, la isla está totalmente italianizada. Por estas razones la UNESCO clasifica la lengua y todas sus variantes en serio peligro de extinción (definitely endangered).
El grupo de investigación Euromosaic, comisionado por la Comisión Europea con la intención de averiguar la situación lingüística en los territorios europeos marcados por minorías etnolingüísticas, concluye su informe así:

Parece que se trata de otra lengua minoritaria en peligro. Los organismos responsables de la producción y reproducción de la lengua ya no cumplen el papel que desempeñaron en la última generación. El sistema educativo no apoya en modo alguno la lengua, su producción y reproducción. La lengua no goza de ningún prestigio y en los contextos de trabajo su uso no proviene de ningún proceso sistemático, sino que es meramente espontáneo. Parece ser un idioma relegado a interacciones muy localizadas entre amigos y parientes. Su base institucional es extremadamente débil y está en continuo declive. Sin embargo, hay cierta preocupación entre sus hablantes, que tienen una conexión emocional con la lengua y su relación con la identidad sarda.
Informe "Sardinian language use survey", Euromosaic, 1995

Mientras la práctica de la lengua sarda está en declive, la del italiano regional, llamado con irónico desprecio por la comunidad lingüística sarda italianu porcheddinu ("italiano cochino"), está en aumento en las nuevas generaciones.

La subordinación sociolingüística del sardo al italiano ha llevado a un proceso de degeneración gradual de la lengua sarda en un patois etiquetado como italiano regional. Este nuevo código lingüístico, que surge de la interferencia entre el italiano y el sardo, es particularmente común entre las clases culturales y sociales menos privilegiadas.
Informe "Sardinian in Italy", Euromosaic, 1995

Hay una división importante entre los que creen que la protección de la lengua ha llegado demasiado tarde, afirmando además que es una difícil tarea la de tomar una decisión para unificar la lengua, y los que creen que al contrario sea esencial para invertir la tendencia, mirando a ejemplos como el catalán.
Un proyecto de ley del gobierno Monti, que en realidad no ha sido aprobado (en efecto, todavía el estado italiano no ha retificado la Carta Europea de las Lenguas Minoritarias o Regionales), habría debido ulteriormente reducir el nivel de protección de la lengua sarda, que ya era bastante bajo, diferenciando entre idiomas que están protegidos por estados extranjeros (alemán, esloveno y francés) y otros que nunca han tenido esa posibilidad. Eso ha sido visto como un abuso contra la lengua, y por lo tanto ha provocado una cierta reacción por parte de algunos intelectuales y políticos. Han suscitado recientemente sorpresa los intentos, por parte de algunos alumnos sardos, de presentar el examen de bachillerato o de la educación secundaria hablando esto idioma.

## Aspectos sociales y culturales

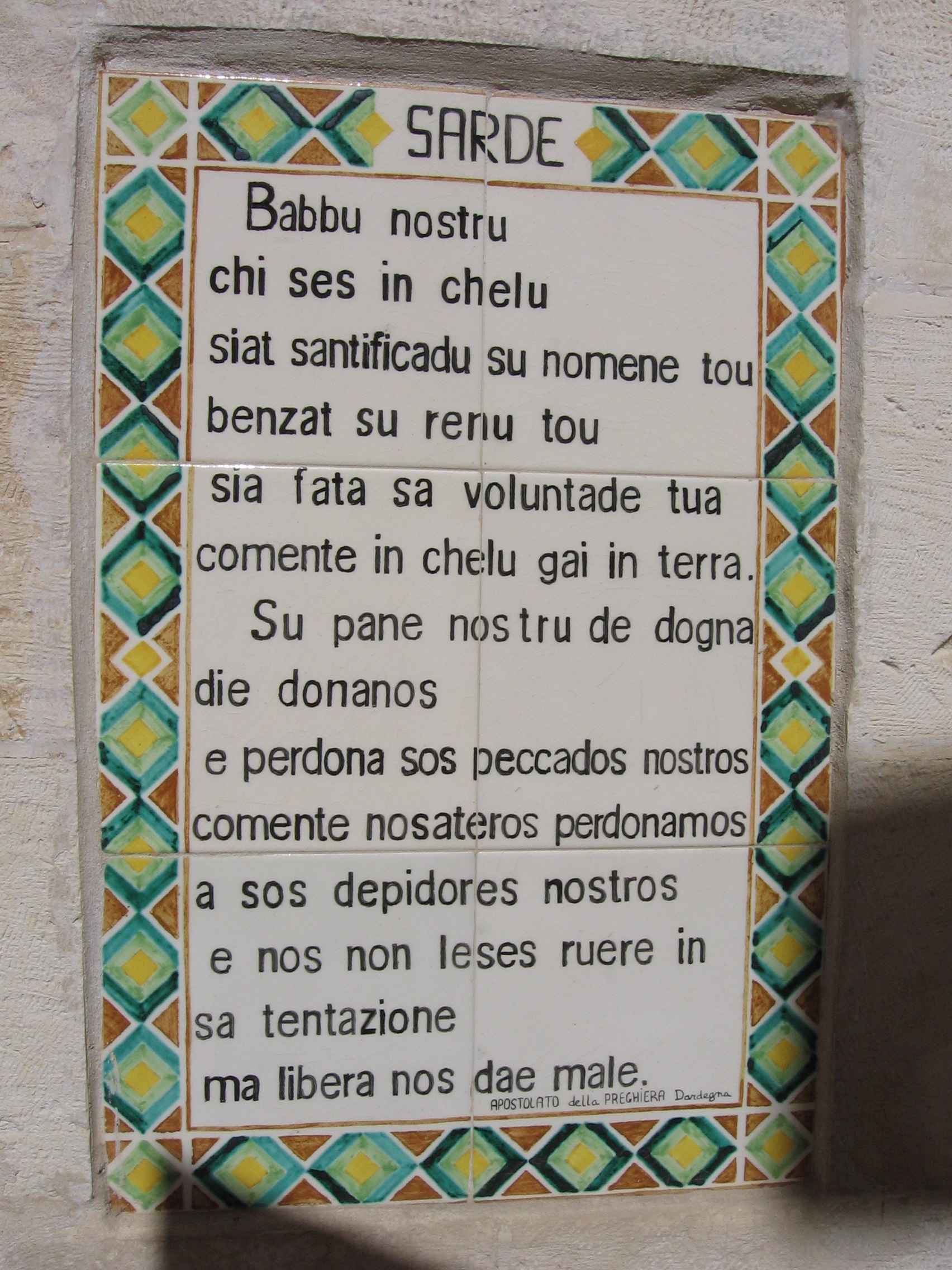
Iglesia del Pater Noster, Jerusalén. Padre nuestro (Babbu nostru) en sardo.

### Distribución geográfica
Las variedades tradicionalmente adscritas al "sardo" se usan en toda la isla de Cerdeña, con excepción del casco antiguo de la ciudad de Alguer (donde se habla un catalán arcaico), y en las islas menores circundantes, salvo en San Pietro y parte de Sant'Antioco (donde persiste el dialecto ligur tabarquino). Si bien entre las variedades tradicionalmente adscritas al sardo conviene diferenciar entre el sardo propiamente dicho y los idiomas sardos-corsos de Cerdeña. Estos últimos incluyen el sasarés y el galurés.

### Grupos del idioma sardo y variantes
El sardo propiamente dicho está constituido por dos grupos principales:
- El sardo logudorés (sardu logudoresu), que es hablado en el norte y parte del centro de Cerdeña, comprende a su vez los dialectos del logudorés común y del sardo nuorés (sardu nugoresu); algunas de las variantes del nuorés (más exactamente las habladas en la zona de las Baronías, en el nordeste de la isla) tienen la reputación de ser las más cercanas al latín. El logudorés, tradicionalmente, ha gozado siempre de un gran prestigio literario y ha manifestado mucha vivacidad cultural.
- El sardo campidanés (sardu campidanesu), que es hablado en la región histórico-geográfica del Campidano, o sea en la parte centro-meridional de Cerdeña, es la variedad más hablada en la isla, además de ser el idioma de su capital, Cagliari.

Tradicionalmente se consideran dialectos sardos, aunque presentan una estructura gramatical más similar al corso y con fuertes influjos ligures y toscanos, las siguientes variantes:
- El gallurés (gadduresu), hablado en la parte nordeste de la isla, en Gallura, y que está emparentado en la estructura gramatical y en la pronunciación con los dialectos meridionales de Córcega, a causa de los notables influjos migratorios.
- El sasarés (sassaresu), hablado en Sassari, en Porto Torres y en zonas aledañas, posee características intermedias entre el galurés y el logudorés, derivadas también de la fuerte influencia ejercida por los dominadores pisanos, genoveses y españoles.

### Reconocimiento institucional

Comunidades reconocidas por el Estado italiano como minorías lingüísticas históricas.

La lengua sarda ha sido reconocida con la ley regional N.º 26 del 15 de octubre de 1997 como segunda lengua oficial de Cerdeña, junto al italiano. La ley regional aplica y reglamenta algunas normas del estado italiano en tutela de las minorías lingüísticas.
Los códigos ISO 639-3 son:
- sardo campidanés: "sro"
- sardo logudorés: "src"
- galurés: "sdn"
- sasarés: "sdc"

Este idioma ha sido reconocido por el Parlamento Italiano con la ley 482/1999 como una "minoría lingüística histórica" de Italia.

## Descripción lingüística

### Fonética y fonología
Fonética y fonológicamente, el sardo comparte rasgos tanto con las variedades lingüísticas meridionales de Italia como con las lenguas iberorromances, sobre todo con el catalán, el castellano y el asturiano. Entre sus características más importantes se encuentran:
- Sistema de cinco vocales: /a, e, i, o, u/ sin distinción fonológica de abertura en e y o, al igual que en español.
- Conservación de la i y la u breves del latín, que en varias lenguas romances se convirtieron en e y o, perdiendo así la diferencia entre i/e y u/o. En ese aspecto de los timbres se considera que el sardo es la lengua romance más conservadora ya que el resto de lenguas romances alteraron sus timbres de acuerdo a la cantidad vocálica, y sólo el sardo retuvo en todos los casos el timbre original.
- Ausencia de diptongación de las e y o breves latinas, como en las lenguas gallego-portuguesas, lo que sí sucede en español e italiano (en sílabas abiertas).
- Betacismo: neutralización de b/v a favor de la primera: biri, ver. En otros casos podemos tener las dos posibilidades vida/bida, "vida".
- La b inicial de palabra en la gran mayoría de los casos es pronunciada con un sonido exactamente igual al español, entre la b y la v. Este sonido, justo como en español, se aprecia más si la b en la pronunciación viene precedida de un sonido vocálico, esto es, por ejemplo después de los artículos en singular y si la s de los artículos y de los demostrativos plurales cae, caso normativo en muchas variedades del sardo, así como en el español andaluz o sudamericano: sas bacas ("sa'bàccasa"), las vacas, sas boghes ("sa'bòghese"), las voces, sa beridade, la verdad, custas bessidas ("custa'bessìdasa", estas salidas). Pero tenemos también el sonido fuerte de la pb, como en sos babbos ("so'bbàbboso"), los padres.
- Elisión de la b, de la v y de la g inicial cuando las precede una palabra que termina en vocal: s'aca (sa baca, la vaca), su 'entu (su bentu, el viento), su 'atu (su gatu, el gato). Aquí también, hay excepciones: su babbu (el padre). En la variante meridional del nuorés (pueblos de Fonni, Orgosolo, Ovodda, etc,) también se eliden la c y la f: su 'ane (su cane, el perro/can), su 'edu (su fedu, los jóvenes), 'Onne (Fonni). Estas elisiones son también comunes en galurés.
- Elisión de la -v- intervocálica latina: NOVU > nou.
- Conservación en varias palabras del sonido velar latino [k] ante las vocales palatales e, i que en las demás lenguas románicas se convirtieron en palatales o fricativas dentales: VOCEM > boghe/boche ['boge] "voz", DECEM > deghe/deche ['deke] "diez", CENARE > chenare/chenare ['kenare] "cenar". Compárese con el dálmata (dic, vauc y chenur) que también retenía el sonido original -k pero solo ante -e.
- Sonorización de las sordas intervocálicas del latín y, a diferencia del español, el fenómeno también se da en las oclusivas sordas iniciales: putzu ['puθu] o ['putsu], pozo, su putzu [su'βuθu] o [su'βutsu], el pozo; curtura [kur'tura], cultura, sa curtura [sagur'tura], la cultura.
- Vocal epentética en las palabras que comienzan por r-: arresultáu "resultado", arrenuntziai "renunciar", urrei "rey". Este fenómeno no se da en la variedad logudorés clásica: resultadu, renuntziare, re(i).
- En el dialecto campidanés, sólo tres vocales /a, i, u/ pueden aparecer en sílaba átona.
- En el dialecto logudorés, en el nuorés y hasta en el campidanés septentrional, siempre hay vocal epentética en las palabras latinas que empezaban por s+consonante, como en español, portugués y catalán. En el sardo esta vocal es la i y no la e: s'istòria, la historia, s'istadu, el estado, Ispannia/Ispagna, España, s'iscola, la escuela, s'istrumentu, el instrumento, etc.
- En la pronunciación, añadidura de una vocal paragógica al final de las palabras que terminan con s. Esta vocal siempre es la última que aparece en la palabra en cuestión: "sos ominese", sos òmines, los hombres, "sa'dòmoso", sas domos, las casas, "custas còsasa", custas cosas, estas cosas, "Portudòrrese", Porto Torres, etc. Este fenómeno no debe trasladarse a la lengua escrita.

### Comparación léxica
Los numerales en diferentes variedades romances de Cerdeña son:
| GLOSA | Sardo                         | Sardo                     | Corso               | Corso               |
| GLOSA | Logudorés                     | Campidanés                | Galurés             | Sasarés             |
| ----- | ----------------------------- | ------------------------- | ------------------- | ------------------- |
| '1'   | unu / una unu / una           | unu / una unu / una       | unu / una unu / una | unu / una unu / una |
| '2'   | duɔs(o) / duas(a) duos / duas | duz(u) / duas duus / duas | dui                 | dui                 |
| '3'   | tɾɛs(e) tres                  | tɾɛs(i) tres              | tɾe tre             | tɾe tre             |
| '4'   | batˑɔɾ(o) bat(t)or            | kwatˑɾˑu cuat(t)ru        | katːɾu cattru       | kwatːɾu cuattru     |
| '5'   | kimbɛ chimbe                  | ʧiŋku cincu               | ʧiŋku cincu         | ʦiŋku tzincu        |
| '6'   | sɛs(e) ses                    | sɛs(i) ses                | sɛi sei             | sɛi sei             |
| '7'   | sɛtˑɛ set(t)e                 | sɛtˑi set(t)i             | sɛtːi setti         | sɛtːi setti         |
| '8'   | ɔtˑɔ ot(t)o                   | ɔtˑu ot(t)u               | ɔtːu ottu           | ɔtːu ottu           |
| '9'   | nɔɛ noe                       | nɔi noi                   | nɔi noi             | nɔβi nobi           |
| '10'  | dɛɣɛ deghe                    | dɛʒi dexi                 | dɛʧi deci           | dɛdzi dezzi         |
El sardo distingue entre las formas de masculino y femenino para los numerales '1' y '2', para todos aquellos que terminan con '1' exceptuando el '11', '111', etc., y también para todas las centenas a partir de '200', similarmente a lo que acontece en español y en portugués.
Tabla de comparación de las lenguas neo-latinas (en los nombres dobles en sardo consta primero el nombre en logudorés y luego en el campidanés):
| Latín                         | Francés   | Asturleonés            | Castellano | Occitano         | Catalán  | Aragonés        | Portugués | Gallego  | Rumano                        | Italiano         | Sardo             | Sassarés  | Gallurés         | Corso             | Siciliano        |
| CLAVE                         | clef/ clé | chave/llave            | llave      | clau             | clau     | clau            | chave     | chave    | cheie                         | chiave           | crae/ crai        | ciabi     | chiaj            | chjave/ chjavi    | chiavi           |
| NOCTE(M)                      | nuit      | nueite/nueche          | noche      | nuèit/ nuèch     | nit      | nueit           | noite     | noite    | noapte                        | notte            | notte/notti       | notti     | notti            | notte/notti       | notti            |
| CANTARE                       | chanter   | cantare/cantar/canciar | cantar     | cantar           | cantar   | cantar          | cantar    | cantar   | cânta                         | cantare          | cantare/cantai    | cantà     | cantà            | cantà             | cantari          |
| FORMICA                       | fourmie   | formiga/hormiga        | hormiga    | formiga          | formiga  | forniga         | formiga   | formiga  | furnică                       | formica          | formiga, fromiga  | frummigga | furmica          | formica           | formica          |
| CAPRA                         | chèvre    | cabra                  | cabra      | cabra/ craba     | cabra    | craba           | cabra     | cabra    | capră                         | capra            | craba             | crabba    | capra            | capra             | capra            |
| LINGUA                        | langue    | llingua/llengua        | lengua     | lenga/ lengua    | llengua  | luenga          | língua    | lingua   | limbă                         | lingua           | limba/ lingua     | linga     | linga            | lingua            | lingua           |
| PLATEA                        | place     | praza/plaza            | plaza      | plaça            | plaça    | plaza           | praça     | praza    | piaţă                         | piazza           | pratza            | piatza    | piazza           | piazza            | chiazza          |
| PONTE(M)                      | pont      | ponte                  | puente     | pònt             | pont     | puent           | ponte     | ponte    | pod/punte (puente 'pasarela') | ponte            | ponte/ponti       | ponti     | ponti            | ponte/ ponti      | ponti            |
| ECCLESIA                      | église    | igrexa/ilesia/iglesia  | iglesia    | glèisa           | església | ilesia          | igreja    | igrexa   | biserică                      | chiesa           | cheja/cresia      | jesgia    | ghjesgia         | ghjesgia          | cresia           |
| HOSPITALE(M)                  | hôpital   | hespital               | hospital   | espital/ espitau | hospital | espital         | hospital  | hospital | spital                        | ospedale         | ispidale/ispidali | ippidari  | spidali/uspidali | spedale/ uspidali | spitali          |
| CASEUS lat. vulg.FORMATICU(M) | fromage   | queisu/quesu           | queso      | formatge         | formatge | formache/ queso | queijo    | queixo   | brânză (caş 'requesón')       | formaggio/ cacio | casu              | casgiu    | casgiu           | casgiu            | furmàggiu/ caciu |

### Morfología y sintaxis
En muchos aspectos, el sardo se diferencia bastante claramente de las otras lenguas neo-latinas, especialmente en el verbo.
- El futuro simple: se forma mediante el auxiliar àer ("haber") más la preposición "a" y el infinitivo. Ej.: apo a narrer ("diré"), as a narrer ("dirás").
- El condicional: se forma utilizando una forma modificada del verbo deper ("deber") más la preposición "a" (opcional) y el infinitivo. Ej.: dia (a) narrer ("diría"), dias (a) narrer ("dirías") o bien con una forma modificada del verbo àer ("haber") más "a" y el infinitivo: apia a narrer, apias a narrer.
- Forma progresiva: se forma con el auxiliar esser ("ser") más el gerundio. Ej.: soe andende ("estoy yendo/andando").
- Imperativo negativo: análogamente a las lenguas románico-ibéricas, el imperativo negativo se forma usando la negación no más el subjuntivo. Ej.: no andes ("no vayas/andes").

## Ortografía
El idioma ya se había estandarizado a partir de la Edad Media en los dos modelos logudoreses y campidaneses, pero no existe una ortografía unificada aceptada por todos. Sin embargo, la Región de Cerdeña y muchas instituciones utilizan la ortografía de la Limba Sarda Comuna (LSC), "lengua sarda común".